# Lola Marceli
Lola Marceli (Alicante, 14 de octubre de 1967) es una actriz española de cine y televisión.

## Biografía
Es la mayor de cuatro hermanos y a los quince años se traslada a vivir a Málaga, de donde su familia es originaria. Estudió interpretación en la Escuela Superior de Arte Dramático de Málaga, así como también Filología Inglesa en la Universidad de Málaga, estudios que abandonó al trasladarse a Madrid, en donde continuó con su formación artística principalmente en el Laboratorio Teatral de William Layton, así como en distintos seminarios y cursos actorales, entre ellos en la escuela de Cristina Rota. En esos tiempos trabajó también como modelo.

## Trayectoria
En 1992 protagoniza el primer capítulo de la serie de TVE, A su servicio titulado "Estrella en declive" junto al actor Paco Merino y la obra teatral escrita por Álvaro del Amo La emoción en el Centro de Nuevas Tendencias. Sigue colaborando en series y programas hasta que le llega el reconocimiento popular por su papel de "Mercedes" en la serie El súper de Tele5.
Desde entonces ha participado con papeles fijos en otras series como Hospital Central, Un chupete para ella, SMS, o Amar en tiempos revueltos y colaboraciones en distintas comedias de éxito como 7 vidas, Los simuladores o Los Serrano entre otras.
Entre sus papeles cinematográficos destaca su papel protagonista en la producción australiana La Spagnola de Steve Jacobs, por la que es nominada como mejor actriz en los AFI'S Awards (2001), en Australia. Ha trabajado en títulos como Lo mejor que le puede pasar a un cruasán (2003), de Paco Mir; Besos de gato (2003), de Rafael Alcázar; Los ladrones somos gente honrada, de Eduardo Toral y la coproducción italiana Attenti a qui tre dirigida por Rossella Izzo y protagonizada por Christian de Sicca y José Coronado.
En el verano de (2008) se puso a las órdenes de Salvador García Ruiz en la película Castillos de cartón, basada en la novela homónima de Almudena Grandes, y aunque no aparece en el montaje final, el director le dedica la película a ella y a Toni Miso.
En 2012 rueda a las órdenes de Manuel Estudillo la miniserie La memoria del agua emitida por TVE, en donde interpreta a una actriz de variedades, Adelita la parisina, cantando el cuplé "Vino tinto con sifón" y ese mismo año rueda la serie Bandolera de Antena 3. En 2012 protagonizó el cortometraje Pelucas.
En 2014 forma parte del reparto de la serie de TVE, Víctor Ros y también participa en la TV movie El clavo de oro.
Protagoniza la obra de teatro Lo que vio el mayordomo de Joe Orton para luego en 2015 formar parte del montaje teatral El discurso del rey dirigido por Magüi Mira,  para el Teatro Español.
En 2018 entra a formar parte de la serie producida por Netflix, Elite dando vida a Beatriz, la madre de Carla, Ester Expósito. Esta serie dirigida por Ramón Salazar, Jorge Torregrosa y Dani de la Orden, se convierte en un fenómeno a nivel mundial en todas sus temporadas.
En 2019 y 2020 protagoniza la serie Mercado Central en TVE interpretando a Adela.

## Vida personal
Su pareja es el también actor Juanjo Puigcorbé, al que conoció al coincidir ambos en el rodaje de la serie de Antena 3, Un chupete para ella, en el año 2001. Entre sus aficiones se cuenta tocar el piano.

## Cine
- Locas vacaciones (1984), de Hubert Frank.
- Tierno verano de lujurias y azoteas (1993), de Jaime Chávarri.
- El pez (1998), de Miguel Ortiz (cortometraje).
- Sinceridad (1999), de Alberto Ruiz Rojo (cortometraje).
- La Spagnola (2001), de Steve Jacobs.
- Besos de gato (2003), de Rafael Alcázar.
- Lo mejor que le puede pasar a un cruasán (2003), de Paco Mir.
- La monja (2005), de Luis de la Madrid
- Eccezzziunale... veramente: capitolo secondo... me (2006), de Carlo Vanzina.
- La memoria del agua (telefilme) (2012), de Manuel Estudillo
- La venta del paraíso (2012), de Emilio Ruiz Barrachina.
- Pelucas (cortometraje) (2014), de José Manuel Serrano Cueto.
- El clavo de oro (telefilme) (2014), de Antonio del Real
- Todos los niños lo hacen (cortometraje) (2015), de Mónica Negueruela

## Televisión
| Año       | Título                    | Personaje                  | Cadena     | Datos         |
| --------- | ------------------------- | -------------------------- | ---------- | ------------- |
| 1989      | Brigada Central           |                            | La 1       | 1 episodio    |
| 1994      | Colegio Mayor             | Aurora                     | Telemadrid | 1 episodio    |
| 1996-2000 | El súper                  | Mercedes                   | Telecinco  | 228 episodios |
| 2001      | Hospital Central          | Paula Herrero              | Telecinco  | 13 episodios  |
| 2001-2002 | Un chupete para ella      | Laura Fussi                | Antena 3   | 1 episodio    |
| 2003      | 7 vidas                   | Miriam                     | Telecinco  | 1 episodio    |
| 2003      | El comisario              |                            | Telecinco  | 1 episodio    |
| 2005      | Los Serrano               | Virginia                   | Telecinco  | 1 episodio    |
| 2005      | Abuela de verano          | Verónica                   | La 1       | 1 episodio    |
| 2006      | Los simuladores           | Elena                      | Cuatro     | 2 episodios   |
| 2006-2007 | SMS                       | Cristina Gómez-De Iridutia | La Sexta   | 185 episodios |
| 2007-2009 | Amar en tiempos revueltos | Julieta Fernández Valdés   | La 1       | 426 episodios |
| 2009-2010 | Padres                    | Silvia Nieto               | Antena 3   | 27 episodios  |
| 2011      | Ángel o demonio           |                            | Telecinco  | 1 episodio    |
| 2011      | Los misterios de Laura    | Sonia                      | La 1       | 1 episodio    |
| 2011-2013 | Bandolera                 | Adela Oria                 | Antena 3   | 193 episodios |
| 2014      | Víctor Ros                | Doña Rosa                  | La 1       | 5 episodios   |
| 2018-2020 | Élite                     | Beatriz Caleruega          | Netflix    | 14 episodios  |
| 2019-2021 | Mercado central           | Adela Villar               | La 1       | 310 episodios |
| 2024-2025 | La Moderna                | Maruja de Pedraza          | La 1       | 130 episodios |

## Teatro
- La emoción, escrita y dirigida por Álvaro del Amo. Personaje: Rosario (1992)
- Triple salto mortal con pirueta, escrita y dirigida por Jesús Campos García. Personaje: Josefa (1997-1998)
- Sólo cuando me río, adaptación de The ginger bread lady de Neil Simon dirigida por Alexander Herold. Personaje: Carol (2004)
- Auto de la cruz, dirigido por Ricardo Pereira. Personaje: Virgen María (2010-2011)
- Lo que vio el mayordomo de Joe Orton, dirigida por Joe O'Curneen. Personaje: Dorothy Prentice (2014)